# Liber de cultura hortorum
Der Liber de cultura hortorum (lateinisch für Buch über den Gartenbau, wörtlich Buch über die Pflege der Gärten), bekannter als Hortulus, ist ein frühes botanisches Werk in Form eines Lehrgedichts des Reichenauer Mönchs und Abtes Walahfrid Strabo, entstand um das Jahr 840 und enthält eine literarische Darstellung eines Klostergartens.

## Hintergrund
Walahfrid war von 829 bis 838 am Hof Kaiser Ludwigs des Frommen in Aachen Kapellan der Kaiserin Judith. Traditionell galt er auch als Erzieher Karls des Kahlen, dies scheint jedoch durch die neuere Forschung widerlegt. Walahfrid beschreibt in dem seinem Lehrer Grimaldus gewidmeten Werk nicht nur Pflanzen, sondern geht aus eigener Anschauung auch auf Aspekte des Gartenbaus und die Arbeit des Gärtners ein. In Versform sind dort in 23 Strophen 24 Heilpflanzen sowie deren Anwendungsmöglichkeiten aufgeführt. Die Reihenfolge der aufgeführten Pflanzen basiert auf der im Capitulare de villis vel curtis imperii aufgeführten Pflanzenreihenfolge. Die Pflanzenanlage im St. Galler Klosterplan aus dem frühen 9. Jahrhundert entspricht weitgehend der im Hortulus aufgeführten Pflanzenliste. Zehn der 24 Pflanzen des Hortulus sind auch im herbularius, dem Arzneigarten des St. Galler Plans, zu finden und weitere vier in dessen hortus, dem Plan des Küchengartens. Von den restlichen Pflanzen sind fünf auch im Capitulare de villis genannt und fünf weder dort noch im Klosterplan St. Gallen.
Der Liber de cultura hortorum wurde unter dem lateinischen Titel Hortulus (deutsch: Gärtlein) 1510 in Wien von Vadian als Druck herausgegeben.

## Pflanzenliste
Folgende Pflanzen sind im Hortulus aufgeführt (Reihenfolge der Erwähnung, dahinter der im Hortulus verwendete Name und der wissenschaftliche Artname):
1. Salbei / salvia (Salvia officinalis, auch Salvia tomentosa[8]),
2. Weinraute / ruta (Ruta graveolens),
3. Eberraute / abrotanum (Artemisia abrotanum),
4. Flaschenkürbis / curcurbita (Cucurbita lagenaria, heute Lagenaria siceraria)
5. Melone / pepones (Cucumis melo),
6. Wermut / absinthium (Artemisia absinthium),
7. Andorn / marrubium (Marrubium vulgare),
8. Fenchel / feniculum (Foeniculum vulgare),
9. Schwertlilie / gladiola (Iris germanica),
10. Liebstöckel / lybisticum (Levisticum officinale),
11. Kerbel / cerefolium (Anthriscus cerefolium),
12. Lilie / lilium (Lilium candidum),
13. Schlafmohn / papaver (Papaver somniferum),
14. Muskatellersalbei / sclarega (Salvia sclarea ),
15. Frauenminze / costus (Chrysanthemum balsamita) (erwähnt unter Muskatellersalbei),
16. Minze / menta (Mentha spec.),
17. Poleiminze / puleium (Mentha pulegium),
18. Sellerie / apium (Apium graveolens),
19. Heil-Ziest / vettonica (Betonica officinalis, früher Stachys officinalis/betonica),
20. Odermennig / agrimonia (Agrimonia eupatoria),
21. Rainfarn oder Schafgarbe / ambrosia (Tanacetum vulgare oder Achillea millefolium[9]),
22. Katzenminze / nepeta (Nepeta cataria),
23. Rettich / rafanum, radices (Raphanus sativus); evtl. auch der Meerrettich (Armoracia rusticana),
24. Rose / rosa (Rosa spec. wie Rosa gallica)

## Handschriften
(Angaben nach Berschin et al. 2023, S. 21 ff.)
- Augsburg, Staats- und Stadtbibliothek, 2° Cod. 133, f. 46v-58v vom Jahr 1479, aus dem Besitz von Konrad Peutinger [A]
- Città del Vaticano, Biblioteca Apostolica Vaticana, Pal. lat. 1519, f. 85v-88v saec. x ex., aus Lorsch, unvollständig [K]
- Città del Vaticano, Biblioteca Apostolica Vaticana, Reg. lat. 469, f. 29v-39r saec. ix, ursprünglich aus Fulda, später in St. Gallen [C]
- Herrnstein, Bibliothek des Grafen Nesselrode, Hs. 192 saec. ix/x, aus Brauweiler, verschollen [H]
- Leiden, Universitaire Bibliotheken, VLO 78, p. 69 Auszug saec. xiii [E]
- Leipzig, Universitätsbibliothek, Rep. I. 53, f. 1r-10r saec. x, aus dem Besitz von Konrad Peutinger [L]
- Lucca, Biblioteca Statale, MS 1388, f. 14r-21v vom Jahr 1470 [U]
- München, Bayerische Staatsbibliothek, Clm 666, f. 1r-12v vom Jahr 1463, Abschrift des Hartmann Schedel aus der Leipziger Hs. [M]
- Privatbesitz, o. O., 1 Pergamentblatt, Vers 23–99 auf der Versoseite (um 1000) [F]

## Textausgaben
- De cultura hortorum (Hortulus). Das Gedicht vom Gartenbau, Latein-Deutsch, eingeleitet und herausgegeben von W. Berschin, mit Pflanzenbildern von C. Erbar. Mattes, Heidelberg 2007, ISBN 978-3-930978-95-3.
  - 2. Auflage 2010, ISBN 978-3-86809-040-6
  - 3., erweiterte Auflage 2023, ISBN 978-3-86809-191-5
- Walahfrido Strabone: hortulus. ediert und ins Italienische übersetzt von Cataldo Roccaro, Herbita, Palermo 1979.
- Hortulus. Vom Gartenbau. Hrsg., übersetzt und eingeleitet von Werner Näf und Matthäus Gabathuler. St. Gallen 1942; 2. Auflage ebenda 1957; auch in: Hans-Dieter Stoffler (Hrsg.): Der Hortulus des Walahfrid Strabo. Aus dem Kräutergarten des Klosters Reichenau. Mit einem Beitrag von Theodor Fehrenbach, Sigmaringen 1978 (2. Aufl. Darmstadt 1985, 3. Aufl. Sigmaringen (Thorbecke) 1989, 4. Aufl. ebenda 1996), S. 74–102.
- De cultura hortorum (Über den Gartenbau), lateinisch/deutsche Ausgabe, übersetzt und herausgegeben von Otto Schönberger. Reclam, Stuttgart 2002, ISBN 3-15-018199-2.
- Walahfried Strabo: Hortulus. Faksimile der Handschrift C, zweisprachig Latein/Englisch; Übersetzung Raef Payne, Kommentar Wilfrid Blunt. The Hunt Botanical Library, Pittsburgh 1966.
- Auf Italienisch: De hortorum cultura e latre opere, Traduzione e commento di Riccardo Sessa, 2015.